# Pan Geng
Pán Gēng (盤庚, f. 1374 a. C.) fue un rey de China de la dinastía Shang. Es conocido por haber trasladado la capital de la dinastía a Yin Xu.
En las Memorias históricas de Sima Qian figura como decimonoveno rey Shang, sucediendo a su hermano mayor, Yang Jia. Fue entronizado el año de Bingyin (丙寅), con Yan (奄) como su capital. En el decimocuarto año de su reinado, trasladó la capital a Beimeng (北蒙), renombrándola como Yin (殷); en adelante, la dinastía Shang pasa a llamarse dinastía Yin. Gobernó alrededor de 28 años, según los Anales de Bambú, y las Memorias históricas, le fue dado el nombre póstumo de Pán Gēng, y fue sucedido por su hermano menor, Xiao Xin.
Inscripciones sobre huesos oraculares desenterrados en Yinxu dan como dato alternativo que fue el decimoctavo rey Shang.